# Georgi Popov
Georgi Dimitrov Popov (en búlgaro: Георги Димитров Попов; Plovdiv, 14 de julio de 1944-9 de marzo de 2024) fue un futbolista y entrenador de fútbol búlgaro que jugó en la posición de extremo.

## Carrera

### Club
Uno de los jugadores más rápidos de la historia del fútbol búlgaro: en sus mejores años corrió los 100 metros en 11 segundos. Inició su carrera deportiva como gimnasta. Empezó a jugar al fútbol en la escuela de Maritsa. A los 17 años fichó por el Botev Plovdiv, donde jugó de 1961 a 1975. Registró 308 partidos de campeonato en los que marcó 83 goles. Son 12 partidos y 3 goles para Botev en torneos europeos (2 partidos con 1 gol en KESH, 6 partidos y 2 goles en KNK y 4 partidos para la Copa de la UEFA.
Campeón de Bulgaria en 1967, ganador de la Copa del Ejército Soviético en 1962, subcampeón en 1963 y ganador de la Copa de Clubes de los Balcanes en 1972. También participó en competiciones nacionales: 5 partidos con 1 gol marcado en "A" selección juvenil (menores de 18 años), 4 partidos con un gol marcado en la selección juvenil (menores de 23 años), 2 partidos con un gol marcado en la selección nacional "B" y 22 partidos en la selección nacional "A" y 1 gol. 

## Selección Nacional
Como parte de la selección "A", participó en la final del IX Campeonato Mundial de México en 1970, donde disputó 2 partidos y en el Campeonato de Europa de 1968, los cuartos de final. " Honorable Maestro de Deportes " desde 1965. Ex entrenador del Botev Plovdiv. donde anotó 83 goles en 308 partidos, ganó un título de liga, uno de copa y una edición de la Copa de los Balcanes.

### Entrenador
| Periodo   | Club               |
| --------- | ------------------ |
| 1996–1997 | PFC Botev Plovdiv  |
| 2011–2024 | FC Maritsa Plovdiv |

## Logros
- A Group: 1966–67
- Bulgarian Cup: 1961–62
- Balkans Cup: 1972